# Ginástica rítmica nos Jogos Pan-Americanos de 2015 - Arco
A competição do arco feminino foi um dos eventos da ginástica rítmica nos Jogos Pan-Americanos de 2015. Foi disputada no Toronto Coliseum entre os dias 17 e 19 de julho.

## Calendário
Horário local (UTC-4).
| Data        | Horário | Fase         |
| ----------- | ------- | ------------ |
| 17 de julho | 10:00   | Qualificação |
| 19 de julho | 10:00   | Final        |

## Medalhistas
| Ouro   | USA Laura Zeng           |
| Prata  | USA Jasmine Kerber       |
| Bronze | BRA Angelica Kvieczynski |

## Resultados

### Qualificação
| Pos. | Ginasta                    |        | Notas |
| ---- | -------------------------- | ------ | ----- |
| 1    | USA Jasmine Kerber         | 16.517 | Q     |
| 2    | BRA Natalia Azevedo Gaudio | 15.300 | Q     |
| 3    | USA Laura Zeng             | 15.183 | Q     |
| 4    | BRA Angelica Kvieczynski   | 15.100 | Q     |
| 5    | CAN Carmen Whelan          | 14.958 | Q     |
| 6    | MEX Karla Diaz Arnal       | 14.934 | Q     |
| 7    | MEX Rut Castillo           | 14.717 | Q     |
| 8    | VEN Michelle Sanchez       | 14.450 | Q     |
| 9    | CAN Patricia Bezzoubenko   | 13.450 | R     |
| 10   | CUB Brenda Leyva           | 12.742 | R     |

### Final
| Pos.              | Ginasta                    |        | Notas |
| ----------------- | -------------------------- | ------ | ----- |
| Medalha de ouro   | USA Laura Zeng             | 16.833 |       |
| Medalha de prata  | USA Jasmine Kerber         | 16.300 |       |
| Medalha de bronze | BRA Angelica Kvieczynski   | 15.358 |       |
| 4                 | BRA Natalia Azevedo Gaudio | 14.975 |       |
| 5                 | CAN Carmen Whelan          | 14.633 |       |
| 6                 | MEX Rut Castillo           | 14.425 |       |
| 7                 | MEX Karla Diaz Arnal       | 13.917 |       |
| 8                 | VEN Michelle Sanchez       | 13.433 |       |